# موش آندامان
موش آندامان (نام علمی: Rattus stoicus) نام یک گونه از سرده موش صحرایی است.